# Parque nacional Monte Aberdeen
Monte Aberdeen es un parque nacional en Queensland (Australia), ubicado a 961 km al noroeste de Brisbane.

## Datos
- Área: 29,10 km²
- Coordenadas: 20°11′55″S 147°55′16″E / -20.19861, 147.92111
- Fecha de Creación: 1967
- Administración: Servicio para la Vida Salvaje de Queensland
- Categoría IUCN: II